# 顾同舟
顾同舟（1920年—2007年），原任中国人民解放军广州军区空军司令部参谋长、1971年9月5日顾同舟将毛泽东谈话内容，密报给林彪集团，促使林彪提早发动反毛泽东政变。顾同舟还将毛泽东谈话内容整理成文字材料，派人于9月9日乘飞机送给从属林彪集团的周宇驰。1981年中国人民解放军军事法院以资敌罪判处顾同舟有期徒刑11年，剥夺其政治权利3年，剥夺其二级独立自由勋章和二级解放勋章。